# Vijlen

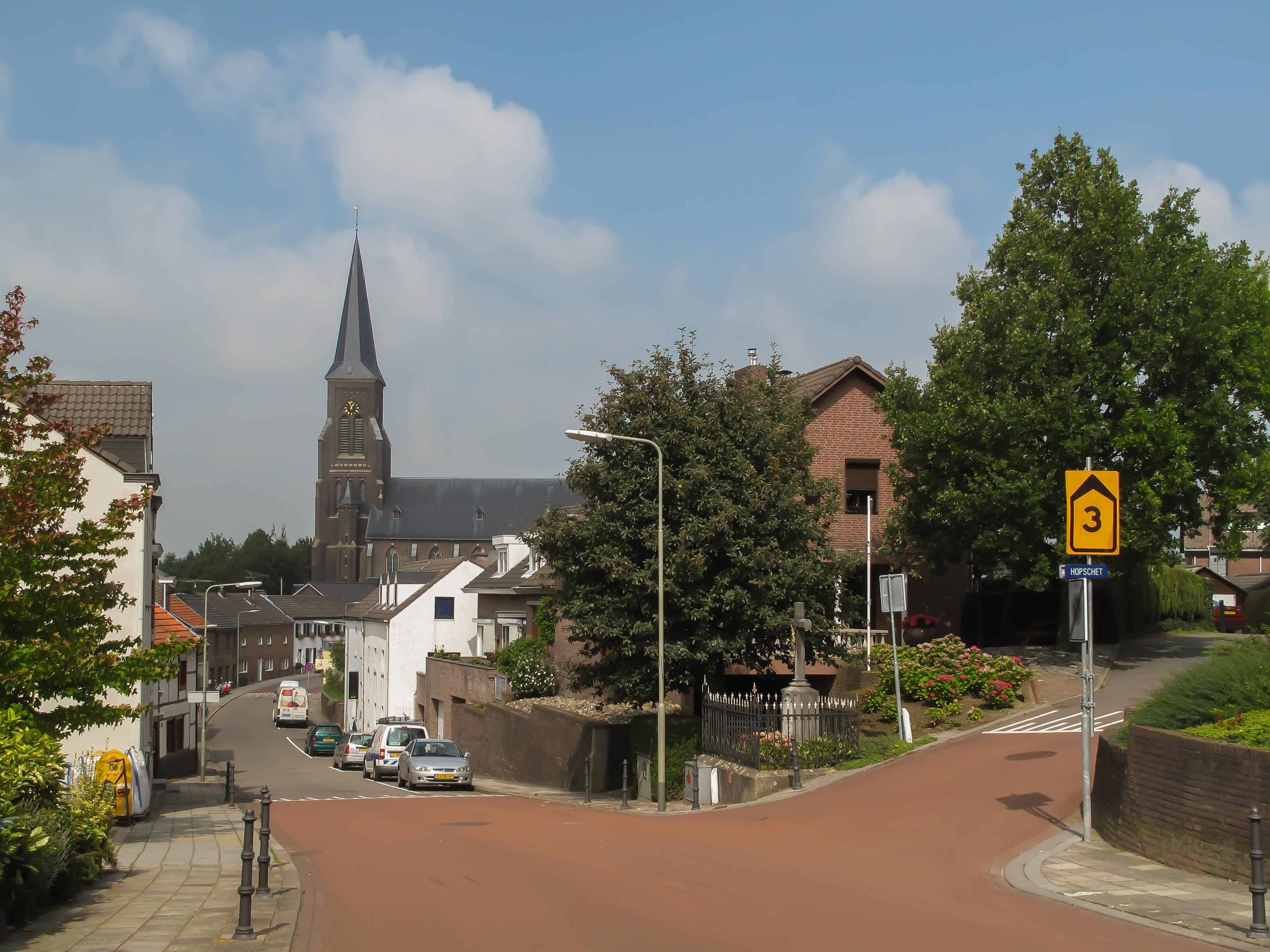
Vijlen, das Dorf

Vijlen (limburgisch Viele, deutsch Villen) ist ein Dorf mit rund 1.395 Einwohnern (Stand: 1. Januar 2024) in Süd-Limburg und gehört zur Gemeinde Vaals. Vijlen liegt auf ungefähr 200 Meter über NAP. Vijlen wirbt mit dem Slogan Bergdorf der Niederlande bzw. Bergdorpje van Nederland um Touristen, allerdings gibt es einige noch höher gelegene Ansiedlungen in den Niederlanden.

## Lage
Das Dorf ist zwischen Epen und Vaals an der Mergellandroute gelegen, mit Aussicht auf das Tal des Flusses Göhl (niederländisch Geul). Für Wanderer ist die ANWB-Mergelland-Route eine beliebte Route durch das limburgische Hügelland mit einer Gesamtlänge von 110 Kilometer für Autos und etwa 125 Kilometer per Fahrrad.
Durch seine hohe Hügellage im äußersten Südosten ist Vijlen die Gegend mit meistens dem ersten Schnee des niederländischen Winters und auch mit den größten Schneemengen im Jahr.
Zum Dorf Vijlen gehören die Weiler Camerig, Harles, Rott, Melleschet und Cottessen. Hier sind auch noch alte Fachwerkhäuser zu sehen. Es gibt viele Campingplätze und Ferienwohnungen in dieser für die Niederlande ansonsten untypischen Landschaft.

## Sehenswürdigkeiten
Die neugotische Sint-Martinuskerk wurde vom Architekten Carl Weber entworfen und von 1860 bis 1862 erbaut. Die Kirche ist ein Rijksmonument.